# Liste der Ehrenbürger von Porto
Die Ehrenbürgerschaft der Stadt Porto ist eine hohe Auszeichnung, die die portugiesische Stadt Porto vergeben kann. Ausgezeichnet werden Personen, die durch ihren Einfluss und ihre Verdienste den Namen der Stadt und des Landes in die Welt hinausgetragen haben. Symbolisch werden die Stadtschlüssel (Chaves da Cidade) übergeben.
Hinweis: Die Auflistung erfolgt chronologisch nach Datum der Zuerkennung. Sie ist nicht vollständig.

## Die Ehrenbürger der Stadt Porto
1. Agustina Bessa-Luís (* 15. Oktober 1922 in Vila Meã; † 3. Juni 2019 in Porto)
Schriftstellerin
Verleihung am 15. Oktober 2004
2. Álvaro Siza Vieira (* 25. Juni 1933 in Matosinhos)
Architekt
Verleihung am 10. Februar 2005

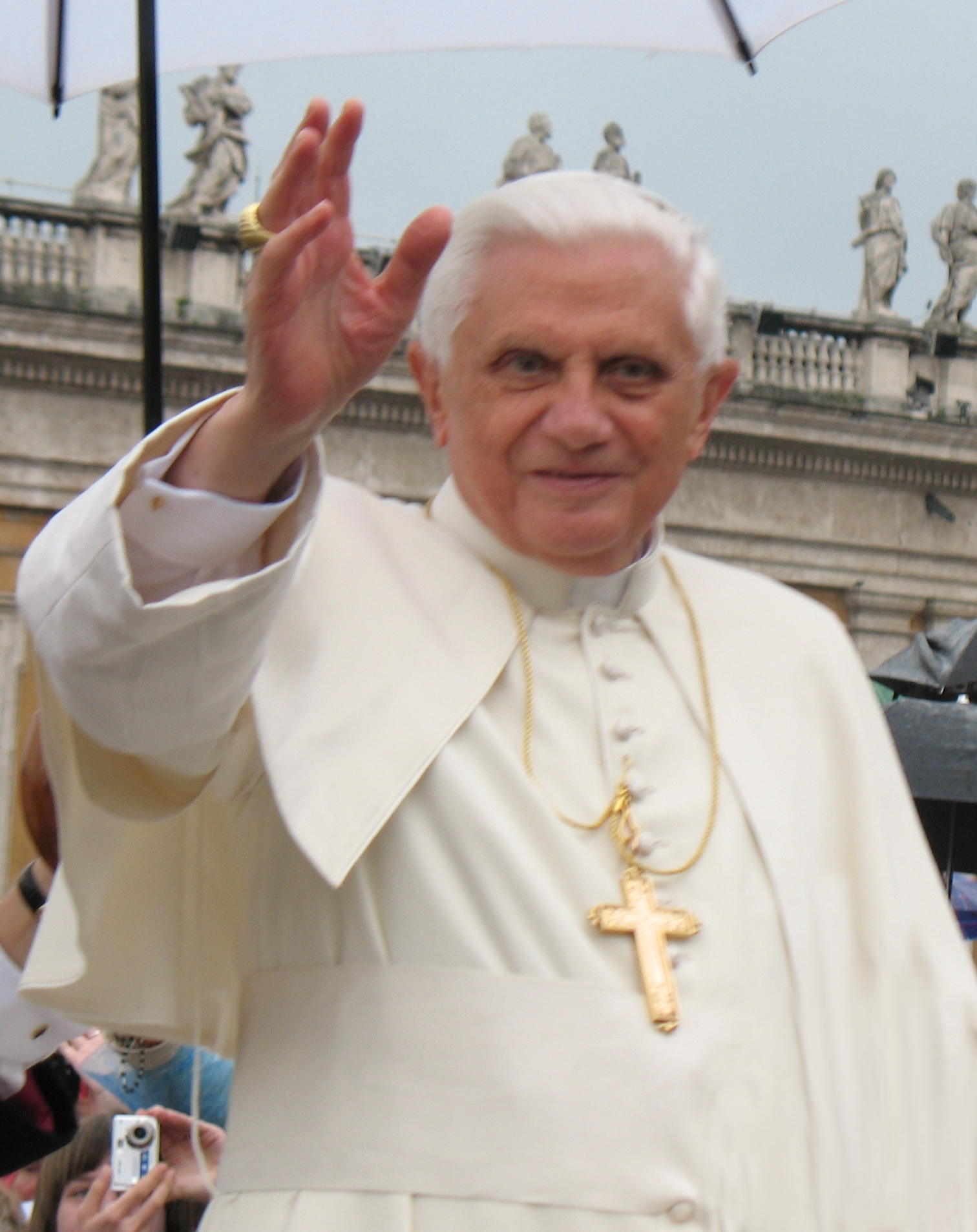
Benedikt XVI.
3. Benedikt XVI. (* 16. April 1927 in Marktl)
Papst
Verleihung am 14. Mai 2010
Papst Benedikt XVI. wurde anlässlich seines Besuchs in Porto zum Ehrenbürger ernannt.